# Chemin de fer de Quito à Guayaquil
 (juillet 2012).
Si vous disposez d'ouvrages ou d'articles de référence ou si vous connaissez des sites web de qualité traitant du thème abordé ici, merci de compléter l'article en donnant les références utiles à sa vérifiabilité et en les liant à la section « Notes et références ».

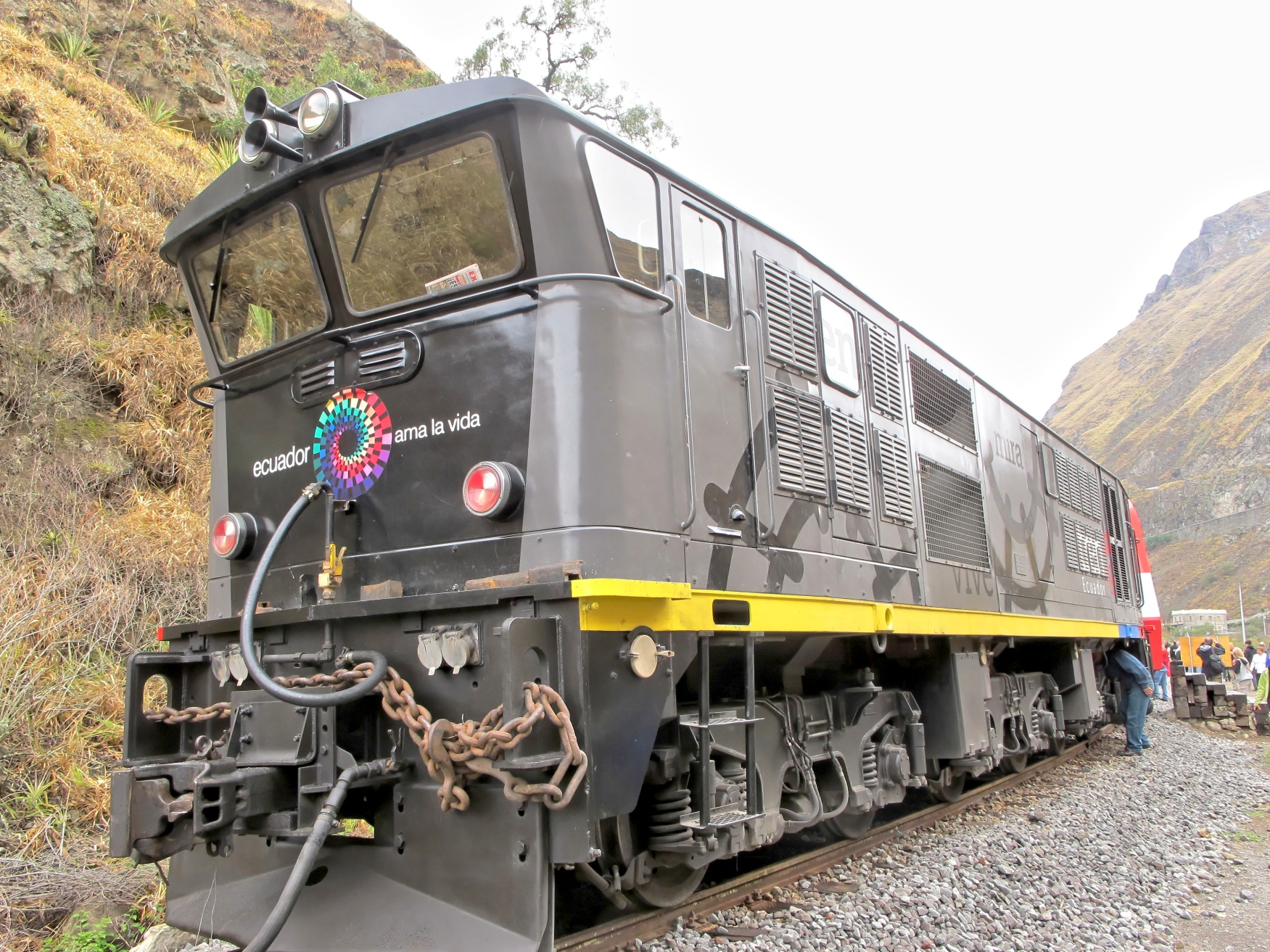
Train sur La Nariz del Diablo, une section de la ligne

Le chemin de fer transandin (appelé aussi chemin de fer interandin ou chemin de fer du Nord) est le nom donné au chemin de fer de Quito à Guayaquil, construit en Équateur entre la fin des années 1860 et 1908 afin de relier le Pacifique et les hauts plateaux andins. Après plusieurs décennies de service, le chemin de fer est gravement endommagé par de fortes chutes de pluie en 1997 et 1998, pendant le phénomène El Niño, et ce alors qu'il était déjà en mauvais état et que la Route panaméricaine avait causé une baisse du nombre de passagers. En 2008, le président Rafael Correa nomme ce chemin de fer "patrimoine culturel national" et annonce qu'il sera restauré. Le train reprend du service en 2013.

## Les débuts
À l'origine, le projet d'un chemin de fer reliant la capitale au port principal a été formulé par le président Gabriel Garcia Moreno.

## La Révolution libérale
Lorsqu'Eloy Alfaro arrive au pouvoir en 1895, il fait de la construction du chemin de fer transandin une de ses principales priorités.
La ligne ferrée est inaugurée à Quito le 25 juin 1908.

## Les conséquences

### La naissance d'un marché intérieur
Le chemin de fer permet de désenclaver la zone andine et favorise les échanges entre les Andes et la côte.

### L'accélération de dynamiques migratoires déjà en cours
L'inauguration du chemin de fer transandin accélère les migrations internes depuis les provinces de l'intérieur vers la côte.

### La consolidation de l'État-nation
Le chemin de fer rend les communications entre les deux principales villes du pays beaucoup plus faciles. Le train permet de se rendre à Guayaquil à Quito en deux jours, alors qu'avant la construction de la voie ferrée il fallait compter au moins deux semaines pour faire ce voyage. Le chemin de fer traverse quatre des cinq plus grandes villes du pays (Guayaquil, Riobamba, Ambato et Quito).